# Alain Soler
Pour les articles homonymes, voir Soler.
Alain Soler est un guitariste français de jazz, compositeur contemporain, né le 23 avril 1964 à La Seyne-sur-Mer (Var). Il est fondateur de l'Atelier de Musiques Improvisées situé à Château-Arnoux.

## Biographie
Son père, rapatrié d'Algérie et instituteur de métier qui joue aussi du piano en amateur le sensibilisera à cet instrument et dont il commencera la pratique dès l'âge de six ans.
C'est à l'adolescence qu'Alain Soler découvre les groupes pop rock significatifs de ce temps. À cette époque il apprend en autodidacte la guitare et la basse électrique, et réalise ses premières expériences de groupe. À vingt ans il découvre le jazz. Attiré par cet univers, il se passionne de plus en plus pour les musiques improvisées.
Son premier grand coup de cœur, il l'a en découvrant le pianiste Bill Evans. Il étudie alors l'écriture musicale et poursuit un travail de fond sur le langage du jazz.
Avide de comprendre les interactions entre chaque instrument et leurs rôles respectifs, il décide de travailler toute sorte d'instruments.
Il rentre au Conservatoire à rayonnement régional de Marseille en 1990 où Il obtient un premier prix avec félicitations du jury en 1992 dans la classe d'ensemble jazz dirigée par Guy Longnon.
Il crée alors son propre lieu, l'Atelier de Musiques Improvisées, situé à Château-Arnoux-Saint-Auban 04 où il mélange un travail de formation et d'enseignement associant des productions de concerts, des accueils à résidence d'artistes et des réalisations de CD,.
En 2009 Il crée le Label Durance où il a enregistré plusieurs CD en collaboration avec des saxophonistes comme André Jaume, Larry Schneider, Eric Barret ou Raphaël Imbert.

## Discographie
- 1993 : Durance, avec Joe Lovano, Antoine Lisolo, Jean-Luc Lafuente, Momo Barbarisi, Alain Antoni, (CelpC28 / Harmonia Mundi)
- 1995 : J'Irai Valser Sur Vos Tombes, avec André Jaume, Larry Schneider, Rémi Charmasson, Lionel d'Hauenens, Alain Antoni, Eric Barret, Louis Lauro (CelpC33 / Harmonia Mundi) «disque d’émoi»  Jazz Magazine
- 1996 : Play The Red Bridge avec André Jaume, Larry Schneider, Rémi Charmasson, François Méchali (CelpC38 / Harmonia Mundi)
- 1998 : Être Heureux ? avec Lionel d'Hauenens, Larry Schneider (CP184 / Night & Day)
- 2000 : Pour Théo en duo avec André Jaume (CelpC44 / Harmonia Mundi) «disque d’émoi»  Jazz Magazine
- 2001 : Alliance avec André Jaume, T. Julie, A. Constance, B. Fréminot (Celp46 / Harmonia Mundi)
- 2002 : A Beautiful Love Is All You Need avec André Jaume, Larry Schneider, Lionel d'Hauenens (CelpC49-50 / Harmonia Mundi)
- 2009 : Hymnesse[5],[6] en duo avec André Jaume (Label Durance / Orkhêstra) «Choc Jazzman Mag»
- 2010 : Cet Inexprimable 20 ans avec André Jaume, Larry Schneider, Raphaël Imbert, Eric Barret (Label Durance / Orkhêstra)
- 2010 :  A René Char avec Sébastien Lalisse, Olivier Chabasse et Raphaël Imbert (Label Durance / Orkhêstra) «OUI» Culture Jazz,
- 2011 :  Classics, Originals, Standards & Popsongs avec Larry Schneider et Lionel d’Hauenens (Label Durance / Orkhêstra)
- 2014 :  Monkey Dreams[7]avec Franck Marco et Lionel d’Hauenens (Label Durance / Orkhêstra)
- 2014 :  Harmonium Trio / Reed Organ & Reeds[8]avec André Jaume et Raphaël Imbert (Label Durance / Orkhêstra) - «OUI» Culture Jazz
- 2015 : Trio Bis / Live[9] avec Cédrick Bec et Raphaël Imbert (Label Durance / Orkhêstra) «OUI» Culture Jazz, «Elu» Citizen Jazz
- 2016 : Breitenfeld / Pierre Fenichel Trio [10] (Label Durance / Orkhêstra) «5 étoiles» Nouvelle Vague